# Universitetet i Oslo
Universitetet i Oslo (latin: Universitas Osloensis) är det äldsta, näst största och mest framstående universitet i Norge. Det grundades 1811 som Det Kgl. Frederiks Universitet (latin Universitas Regia Fredericiana), med Humboldt-Universität zu Berlin som en viktig förebild. Universitetet bytte 1939 namn till det nuvarande namnet. Universitetet har omkring 32 000 studenter. Dess huvudcampus ligger på Blindern i Oslo.
Det rankas som det 146:e främsta lärosätet i världen i Times Higher Educations ranking av världens främsta lärosäten 2018.

## Oldsaksamlingen

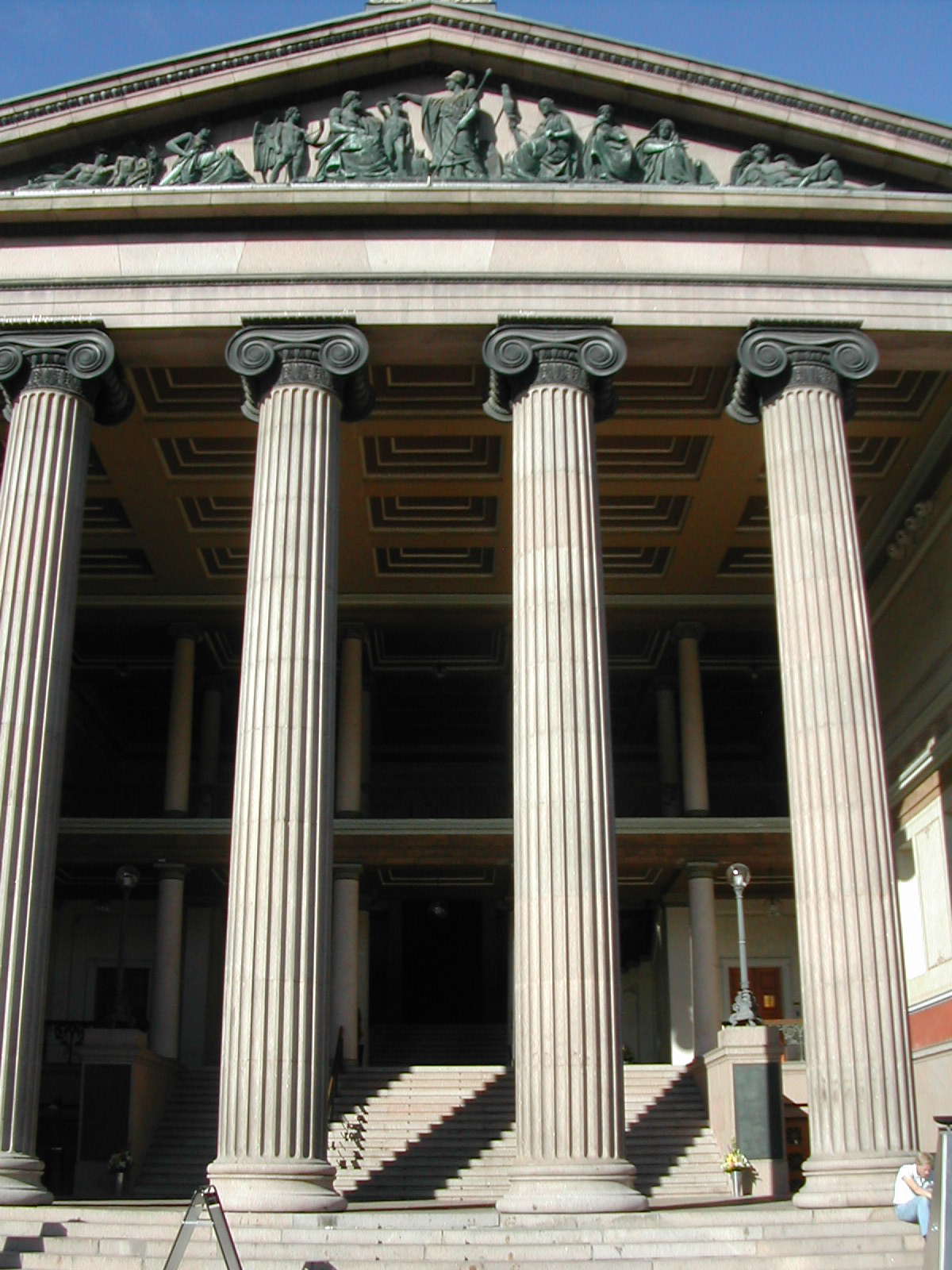
Domus Media, Det juridiske fakultet.

Oldsaksamlingen var universitetets museum för arkeologi och historia. 
Grunden till Oldsaksamlingen var den år 1811 upprättade Antiquitetskommissionen som senare fick fastare form och knöts till universitetet. Sedan 1904 visas delar av samlingarna i Historisk museum. Oldsaksamlingen är sedan 1999 sammanslagen med  Myntkabinettet och Etnografisk museum. Från 2004 är namnet på denna organisation Kulturhistorisk museum (KHM).

## Fakulteter
- Teologiska fakulteten
- Juridiska fakulteten
- Medicinska fakulteten
- Humanistiska fakulteten
- Matematisk-naturvetenskapliga fakulteten
- Odontologiska fakulteten
- Samhällsvetenskapliga fakulteten
- Utbildningsvetenskapliga fakulteten

## Nobelpristagare
Tre forskare vid universitet har fått Nobelpriset:
- Fridtjof Nansen - 1922 - Nobels fredspris
- Odd Hassel - 1969 - Nobelpriset i kemi
- Ivar Giæver - 1973 - Nobelpriset i fysik

## Andra utmärkelser
- Ole-Johan Dahl och Kristen Nygaard tilldelades John von Neumann-medaljen 2002 och Turingpriset 2001.
- Ragnar Anton Kittil Frisch - 1969 - Sveriges Riksbanks pris i ekonomisk vetenskap till Alfred Nobels minne
- Trygve Haavelmo - 1989 - Sveriges Riksbanks pris i ekonomisk vetenskap till Alfred Nobels minne